# Легкі крейсери типу «Етна»
Легкі крейсери типу «Етна» (італ. Etna) — проєкт легких крейсерів Королівських ВМС Італії періоду Другої світової війни

## Історія створення
У 1938 році уряд Сіаму замовив компанії «Cantieri Ruiniti dell'Adriatico» розробку проєкту легкого крейсера та замовив 2 кораблі.
Проєкт був розроблений на базі італійських крейсерів типу «Кондотьєрі». Кораблі були закладені у 1939 році та отримали назви «Таксін» та «Наресуан» відповідно. У грудні 1941 року роботи були призупинені, а у 1942 році кораблі були реквізовані урядом Італії. Оскільки основною задачею італійського флоту на той час був супровід конвоїв у Північну Африку, то було вирішено переобладнати кораблі на крейсери протиповітряної оборони.
Після капітуляції Італії обидва кораблі були захоплені німцями 10 вересня 1943 року в Трієсті. У 1944 році вони затоплені на мілководді.
У 1945 році кораблі були підняті і у 1948 році здані на брухт.

## Представники
| Назва           | Верф                                      | Закладений           | Спущений на воду    | Доля                   |
| --------------- | ----------------------------------------- | -------------------- | ------------------- | ---------------------- |
| Етна Etna       | «Cantieri Ruiniti dell'Adriatico», Трієст | 23 вересня 1939 року | 28 травня 1942 року | затоплений у 1944 році |
| Везувіо Vesuvio | «Cantieri Ruiniti dell'Adriatico», Трієст | 28 серпня 1939 року  | 6 серпня 1941 року  | затоплений у 1944 році |

## Конструкція
Порівняно з прототипом крейсери типу «Етна» мали менші розміри, але зберегли форму та конструкцію корпуса. Завдяки тому, що була замовлена відносно невелика потужність силової установки (45 000 к.с.), її вдалось зробити компактною: 3 парові котлі Ярроу та 2 парові турбіни Парсонс. Також була лише одна димова труба.
Бронювання складалось з поясу товщиною 60 мм, який прикривав борти по ватерлінії від середини барбета носової башти до середини барбета кормової башти та азкінчувався траверзами складної форми, які прикривали самі барбети. Зверзу розміщувалась броньована 30-мм палуба.
Озброєння головного калібру складалось з шести 152-мм гармат, розміщених у двогарматних баштах: одна в носовій частині, дві на кормі. Зенітне озброєння складалось з шести 76,2-мм гармат, розміщених на головній палубі уздовж бортів. Крім того, були встановлені чотири спарені 13,2-мм кулеметні установки.
Біля носової башти головного калібру були розміщені два 3-трубні 533-мм торпедні апарати, які мали стріляти через спеціальні отвори в бортовій обшивці.
Також мала бути встановлена катапульта для запуску двох гідролітаків.
При добудові кораблів для італійського флоту все озброєння було замінене. Гарматами головного калібру були 135-мм «OTO/Ansaldo 135/45», аналогічні встановленим на крейсерах типу «Капітані Романі». Зенітне озброєння складалось з десяти 65-мм гармат «65 mm/64 Ansaldo-Terni», розміщених уздовж бортів. Для протиповітряної оборони у ближній зоні було встановлено десять спарених 20-мм зенітних автоматів «Breda 20/65 Mod. 1935».
Від торпедних апаратів та катапульти було вирішено відмовитись.